# 霍拉肖·西摩
霍拉肖·西摩（Horatio Seymour，1810年5月31日—1886年2月12日），美国政治家，民主党人，曾任纽约州州长（1853年-1854年、1863年-1864年）。
1868年，西摩作为民主党候选人参加了美国总统大选，但最终败给了尤利塞斯·S·格兰特。
1. ↑  . The Society of the Cincinnati in the State of New Jersey.   [2024-09-30] （美国英语）.